# 크리스토프 슈피허
크리스토프 슈피허(독일어: Christoph Spycher, 1978년 3월 30일, 루체른 주 볼후젠 ~)는 스위스의 전직 프로 축구 선수로, 현역 시절 좌측 수비수로 활약했다. 슈피허는 현재 영 보이스의 수석 스카우트이다.

## 클럽 경력
볼후젠 출신인 슈피허는 분데스리가의 아인트라흐트 프랑크푸르트에서 5년 동안 주로 측면 수비수로 활약했다.
그는 2004년 6월에 레인저스 입단 시험을 보기도 했다.
2007-08 시즌, 그는 아인트라흐트 프랑크푸르트의 부주장을 맡기도 했다. 그는 2009년 7월에 선수단 주장도 맡았다. 2010년 5월, 그는 영 보이스로 이적했다.

## 국가대표팀 경력
그는 유로 2008에 자국을 대표로 참가했는데, 당시 대회에서 주축 선수로 활약하며, 대회 첫 승을 거두는 소기 성과를 냈다.
2010년 5월 18일, 슈피허는 2010년 월드컵을 앞두고 무릎 부상으로 스위스 국가대표팀에서 낙마했고, 이후 국가대표팀에서 은퇴했다.

## 수상
그라스호퍼
- 나치오날리가 A: 2002–03

아인트라흐트 프랑크푸르트
- DFB-포칼 준우승: 2005–06